# Démétrios Chrysoloras
Démétrios Chrysoloras (né vers 1350 [?], mort après 1416) est un écrivain byzantin ayant également été au service des empereurs.
Il est un parent du célèbre humaniste byzantin Manuel Chrysoloras (mais pas son frère).

## Biographie
Né vers 1350, il est d'abord au service de l'empereur Jean V Paléologue et participe vers 1385 à une ambassade, sans doute auprès du sultan ottoman Murad Ier. Dans les années 1390, il semble avoir servi à la cour de Jean VII à Sélymbrie, et avoir séjourné en France, mais on ne sait à quel titre. Durant le voyage de Manuel II en Occident (décembre 1399- juin 1403), il est à Constantinople auprès de Jean VII, en relation épistolaire avec Manuel. Peu après le retour de celui-ci, le 28 juillet 1403, il prononce un discours d'action de grâce pour le premier anniversaire de la bataille d'Ankara (défaite écrasante et capture du sultan Bayezid Ier par Tamerlan). Ensuite, jusqu'en septembre 1408, il est « mésazôn » (premier ministre) de Jean VII  à Thessalonique, puis regagne Constantinople pour servir Manuel II. Le dernier événement précisément datable de sa vie est sa participation, comme représentant de l'empereur, au synode qui procède à l'élection du patriarche Joseph II en avril-mai 1416. Contrairement à son parent Manuel, il est opposé à l'union des Églises grecque et latine.

## Œuvres
Il est l'auteur d'un ouvrage appelé les Cent lettres à Manuel II Paléologue (Εἰς τὸν αὐτοκράτορα κύριν Μανουὴλ τὸν Παλαιολόγον ἐπιστολαὶ ρ') , en réalité un seul texte en cent chapitres, rédigé entre 1416 et 1422. L'argument est le suivant : Léontarès, dignitaire de la cour, a accusé Chrysoloras de manquer de révérence envers l'empereur Manuel ; Chrysoloras écrit donc à celui-ci pour implorer son retour en grâce ; au milieu de développements érudits, il trace le portrait de l'empereur idéal.
On lui doit d'autre part plusieurs discours, et des disputes théologiques présentées sous forme de dialogues. Parmi les discours, on peut citer un Discours synoptique contre les Latins, et des discours Sur saint Démétrios, Sur la vérité du miracle de la Mère de Dieu, Sur la Transfiguration du Seigneur, Sur l'Annonciation, Sur la sépulture du Christ et Sur la Dormition de Marie. Et parmi les dialogues, un Dialogue sur les Antirrhétiques de Démétrios Cydonès contre Nil Cabasilas, un Dialogue entre Thomas d'Aquin, Nil Cabasilas, Démétrios Cydonès et l'auteur, et une Dispute philosophique entre Démétrios Chrysoloras et Antonio Asculano en présence de Manuel II Paléologue.

## Édition de textes
- Ferruccio Conti Bizzarro, Demetrio Crisolora, Cento epistole a Manuele II Paleologo, testo critico, introduzione, traduzione e commentario, Speculum, Contributi di filologia classica, M. d'Auria editore, Naples, 1984.
- Spyridon Lampros, [Δημητρίου τοῦ Χρυσολωρᾶ] σύγκρισις παλαιῶν ἀρχόντων καὶ νέου, τοῦ νῦν αὐτοκράτορος [Μανουὴλ τοῦ Παλαιολόγου], en Παλαιολόγεια καὶ Πελοποννησιακά, Γʹ, ἐν Ἀθήναις 1926, 222-245.
- Patrologia Graeca, 116, 1422-1424 (Éloge de saint Démétrios).